# Cat's Eye (chanson d'Anri)
Pour les articles homonymes, voir Cat's Eye (homonymie).
Singles de Anri
Lady Sunshine
(1983) Kanashimi ga Tomaranai
(1983)
Singles de Anri
Mô Hitotsu no Birthday
(1996) Future For You
(1997)
Cat's Eye (キャッツ♥アイ, écrit en capitales : CAT'S♥EYE) est une chanson japonaise originellement interprétée par Anri, reprise plusieurs fois par la suite, donnant ainsi son titre à plusieurs singles.

## Single d'Anri
CAT'S♥EYE est le 13e single de la chanteuse japonaise Anri, sorti le 5 août 1983 au Japon sur le label For Life Music. Les deux chansons du disque servent de génériques de début et de fin à la série anime Cat's Eye (Signé Cat's Eyes en français) adaptée du populaire manga du même nom, et figurent sur la bande originale de la série. Le single atteint la 1re place du classement de l'oricon, une première pour un générique de série anime.
La face B du morceau, "Dancing with the Sunshine" qui fait office de générique de fin à la série à connue deux versions. La  première version chantée par ANRI fut utilisée pour les 13 premiers épisodes avant d'être remplacé par une seconde version, chantée par une chanteuse américaine Cathi Linn pour le reste de la série. 
Liste des titres
1. CAT'S EYE
2. Dancing with the sunshine

## Cat's Eye 2000
CAT'S EYE -2000- est un single de la chanteuse japonaise Anri, sorti le 21 août 1997 sur le label For Life, classé 47e à l'oricon. La chanson-titre est une nouvelle version de sa chanson Cat's Eye, réenregistrée pour servir de thème de fin au film adapté de la série, Cat's Eye. Elle figure sur la bande originale du film, ainsi que sur l'album Twin Soul de la chanteuse qui sort deux mois plus tard.
Liste des titres
1. CAT'S EYE -2000-
2. KISS
3. CAT'S EYE -2000- (Instrumental)

## Single de MAX
Singles de MAX
Rough Cut Diamond
(2009)
CAT'S♥EYE est le 32e single du groupe MAX, sorti le 12 mai 2010 sur le label Sonic Groove en versions CD et CD+DVD, classé 27e à l'oricon. La chanson-titre est une reprise de la chanson d'Anri, et figure sur l'album Be Max du groupe qui sort quatre mois plus tard. Le single contient deux autres chansons : Arabesque, reprise du titre Hypnotized de Sofia Berntson, et Wonder Woman Returns, reprise du générique de la série TV The New Adventures of Wonder Woman.
Titres du CD
1. CAT'S EYE
2. ARABESQUE (...～アラベスク～?)
3. WONDER WOMAN returns
4. CAT'S EYE (Instrumental)
5. ARABESQUE (Instrumental)
6. WONDER WOMAN returns (Instrumental)

Titres du DVD
1. CAT'S EYE (MUSIC CLIP)
2. MUSIC CLIP MAKING

## Single de Cat's Eye 7
CAT'S♥EYE est un single du groupe temporaire CAT'S EYE 7 (« Cat's Eye Seven »). Le groupe est formé en 2012 pour promouvoir une pièce de théâtre adaptée du manga Cat's Eye, et est composé de membres des groupes affiliés Berryz Kōbō et Cute. Le single sort le 7 novembre 2012 en "indépendant" par le label Up-Front Works, se classant 126e à l'oricon ; il inclut un DVD en supplément contenant le clip vidéo et son making of. La chanson-titre est une reprise de la chanson d'Anri, et figure sur la compilation du Hello! Project Petit Best 13 qui sort le mois suivant.
Membres du groupe
- Saki Shimizu (de Berryz Kobo)
- Maasa Sudo (de Berryz Kobo)
- Risako Sugaya (de Berryz Kobo)
- Yurina Kumai (de Berryz Kobo)
- Maimi Yajima (de Cute)
- Mai Hagiwara (de Cute)
- Saki Nakajima (de Cute)

Titres du CD
1. CAT'S EYE
2. CAT'S EYE (Instrumental)

Titres du DVD
1. CAT’S EYE [Music Video]
2. ? (劇団ゲキハロ第12回公演｢キャッツ♥アイ」記者会見ダイジェスト?)
3. ? (｢キャッツ♥アイ」スチール & Music Video メイキング?)